# Lee Jin-wook
Lee Jin-wook (Cheongju; 16 de septiembre de 1981) es un actor surcoreano.

## Vida personal
Después de conocerse durante las grabaciones de Air City  en 2007, Lee empezó a salir con la actriz Choi Ji-woo,sin embargo la pareja rompió en 2011.
En mayo de 2014 Lee informó que estaba saliendo con la actriz Gong Hyo-jin; sin embargo, debido a varias incompatibilidades rompieron después de pocos meses.

## Carrera
Es miembro de la agencia BH Entertainment.
Es conocido por sus papeles protagónicos en las series Glass Castle, Nine: Nine Time Travels (2013), The Time We Were Not in Love y el papel de apoyo en la película Miss Granny.
El 18 de diciembre de 2020 se unió al elenco de la serie de Netflix: Sweet Home, donde dio vida a Pyeon Sang-wook.
En diciembre de 2021 se unió al elenco principal de la serie Bulgasal: Immortal Souls (también conocida como "Starfish") donde interpretó a Dan-hwal, un hombre que había sido humano hasta hace 600 años y que se convierte en bulgasal durante la dinastía Joseon mientras trabaja como un oficial militar, quien ahora tiene como objetivo completar la misión de borrar los restos de la dinastía anterior.
En mayo de 2022 protagonizó la serie web No hay boda sin caos, con el personaje de un novio que afronta la preparación de su boda en medio de crecientes dificultades. Este papel es un retorno al drama romántico, siete años después de The Time We Were Not in Love.

## Filmografía

### Series
| Año     | Título                                   | Rol                                     | Red              | Notas                     | Ref.          |
| ------- | ---------------------------------------- | --------------------------------------- | ---------------- | ------------------------- | ------------- |
| 2004    | Bad Girl                                 |                                         | MBC              | MBC Best Theater          |               |
| 2005    | Resurrection                             | Cerdadero Steven Lee                    | KBS2             | Episodio 23               |               |
| 2006    | Alone in Love                            | Min Hyun-joong                          | SBS              |                           |               |
| 2006    | Smile Again                              | Yoon Jae-myung                          | SBS              |                           |               |
| 2006    | Someday                                  | Im Seok-man                             | OCN              |                           |               |
| 2007    | Air City                                 | Kang Ha-joon                            | MBC              |                           |               |
| 2008    | Before and After: Plastic Surgery Clinic | Han Geon-soo                            | MBC              |                           |               |
| 2008    | Powerful Opponents                       | Kang Soo-ho                             | KBS2             |                           |               |
| 2008    | Glass Castle                             | Kim Joon-sung                           | SBS              |                           |               |
| 2009    | The Road Home                            | Lee Jin-wook                            | KBS1             | Invitado, episodios 21-22 |               |
| 2011    | Myung-wol the Spy                        | Choi Ryu                                | KBS2             |                           |               |
| 2012    | I Need Romance 2012                      | Yoon Seok-hyun                          | tvN              |                           |               |
| 2013    | Nine: Nine Time Travels                  | Park Sun-woo                            | tvN              |                           |               |
| 2014    | The Three Musketeers                     | Príncipe Sohyeon                        | tvN              |                           |               |
| 2015    | The Time We Were Not in Love             | Choi Won                                | SBS              |                           |               |
| 2016    | Goodbye Mr. Black                        | Cha Ji-won                              | MBC              |                           |               |
| 2018    | Return                                   | Dokgo Young                             | SBS              |                           |               |
| 2018    | Voice 2                                  | Do Kang-woo/Matsuda Kosuke/Woo Kang-woo | OCN              |                           |               |
| 2019    | Voice 3                                  | Do Kang-woo/Matsuda Kosuke/Woo Kang-woo | OCN              |                           |               |
| 2020    | Sweet Home                               | Pyeon Sang-wook                         | Netflix          |                           |               |
| 2021    | Voice 4                                  | Do Kang-woo/Matsuda Kosuke              | OCN              | Ep. 1 (flashback)         |               |
| 2021-22 | Bulgasal: Immortal Souls                 | Dan-hwal                                | tvN              | 16 episodios              | [ 11 ] [ 12 ] |
| 2022    | No hay boda sin caos                     | Seo Joon-hyung                          | Kakao TV/Netflix | 12 episodios              | [ 13 ] [ 14 ] |
| 2023    | ¡Doona!                                  | Park Min-wook                           | Netflix          | Aparición especial        | [ 15 ]        |
| 2024    | Querida Hyeri                            | Jung Hyun-oh                            | ENA              | 12 episodios              | [ 16 ] [ 17 ] |
| 2024    | Squid Game                               | Gyeong-seok (Jugador 246)               | Netflix          |                           |               |
| 2025    | El sinuoso camino del derecho            | Yoon Seok-hoon                          | JTBC             |                           | [ 18 ]        |

### Películas
| Año  | Título                              | Rol               | Notas                |
| ---- | ----------------------------------- | ----------------- | -------------------- |
| 2004 | My New Boyfriend                    | novio             | (cortometraje)       |
| 2014 | Miss Granny                         | Han Seung-woo     |                      |
| 2014 | The Target                          | Lee Tae-joon      | [ 19 ]               |
| 2015 | The Beauty Inside                   | Kim Woo-jin       |                      |
| 2015 | Time Renegade                       | Gun-woo           |                      |
| 2018 | A Winter Guest Scarier Than A Tiger |                   |                      |
| 2018 | High Society                        | Shin Ji-ho        |                      |
| 2021 | Happy New Year                      | Cirujano Plástico | [ 20 ] [ 21 ] [ 22 ] |

### Espectáculo de variedad
| Año  | Título        | Red     | Notas  |
| ---- | ------------- | ------- | ------ |
| 2007 | I ♡ Broadway  | OCN     |        |
| 2008 | My Style Road | OnStyle |        |
| 2020 | Running Man   | SBS     | [ 23 ] |

### Vídeo musicales
| Año  | Título               | Artista                     |
| ---- | -------------------- | --------------------------- |
| 2002 | "In Case of My Love" | Jung Jae-hyung              |
| 2004 | "Misty Moon"         | Lim Hyung-joo               |
| 2004 | "Grabber"            | Kim Dong-ryool y Lee So-eun |
| 2005 | "Doo roo roo"        | Ahn Jae-wook                |
| 2009 | "My Love"            | Shin Seung-hun              |

### Revistas / sesiones fotográficas
| Año  | Título        | Notas                                         |
| ---- | ------------- | --------------------------------------------- |
| 2020 | ELLE Magazine | junto a Song Kang, Lee Do-hyun y Lee Si-young |

## Premios y nominaciones
| Año  | Premio                               | Categoría                                   | Trabajo nominado             | Resultado |
| ---- | ------------------------------------ | ------------------------------------------- | ---------------------------- | --------- |
| 2006 | SBS Drama Awards                     | nueva estrella                              | Alone in Love, Smile Again   | Ganador   |
| 2008 | 2nd Korea Drama Awards               | premio a la popularidad                     | Glass Castle                 | Nominado  |
| 2008 | SBS Drama Awards                     | premio excelencia, actor de drama           | Glass Castle                 | Nominado  |
| 2013 | 7th Mnet 20's Choice Awards          | 20's Drama Star - Masculino                 | Nine: Nine Time Travels      | Ganador   |
| 2013 | 6th Korea Drama Awards               | Grand Prize (Daesang)                       | Nine: Nine Time Travels      | Nominado  |
| 2013 | 6th Korea Drama Awards               | mejor pareja junto aJo Yoon-hee             | Nine: Nine Time Travels      | Nominado  |
| 2013 | 2nd APAN Star Awards                 | premio excelencia, actor                    | Nine: Nine Time Travels      | Nominado  |
| 2015 | SBS Drama Awards                     | mejor pareja junto aHa Ji-won               | The Time We Were Not in Love | Nominado  |
| 2015 | SBS Drama Awards                     | premio a la popularidad                     | The Time We Were Not in Love | Nominado  |
| 2015 | SBS Drama Awards                     | premio alta excelencia, Actor de Miniseries | The Time We Were Not in Love | Nominado  |
| 2016 | Korea Film Actors Association Awards | Grand Prize                                 | Time Renegades               | Ganador   |